# Obará

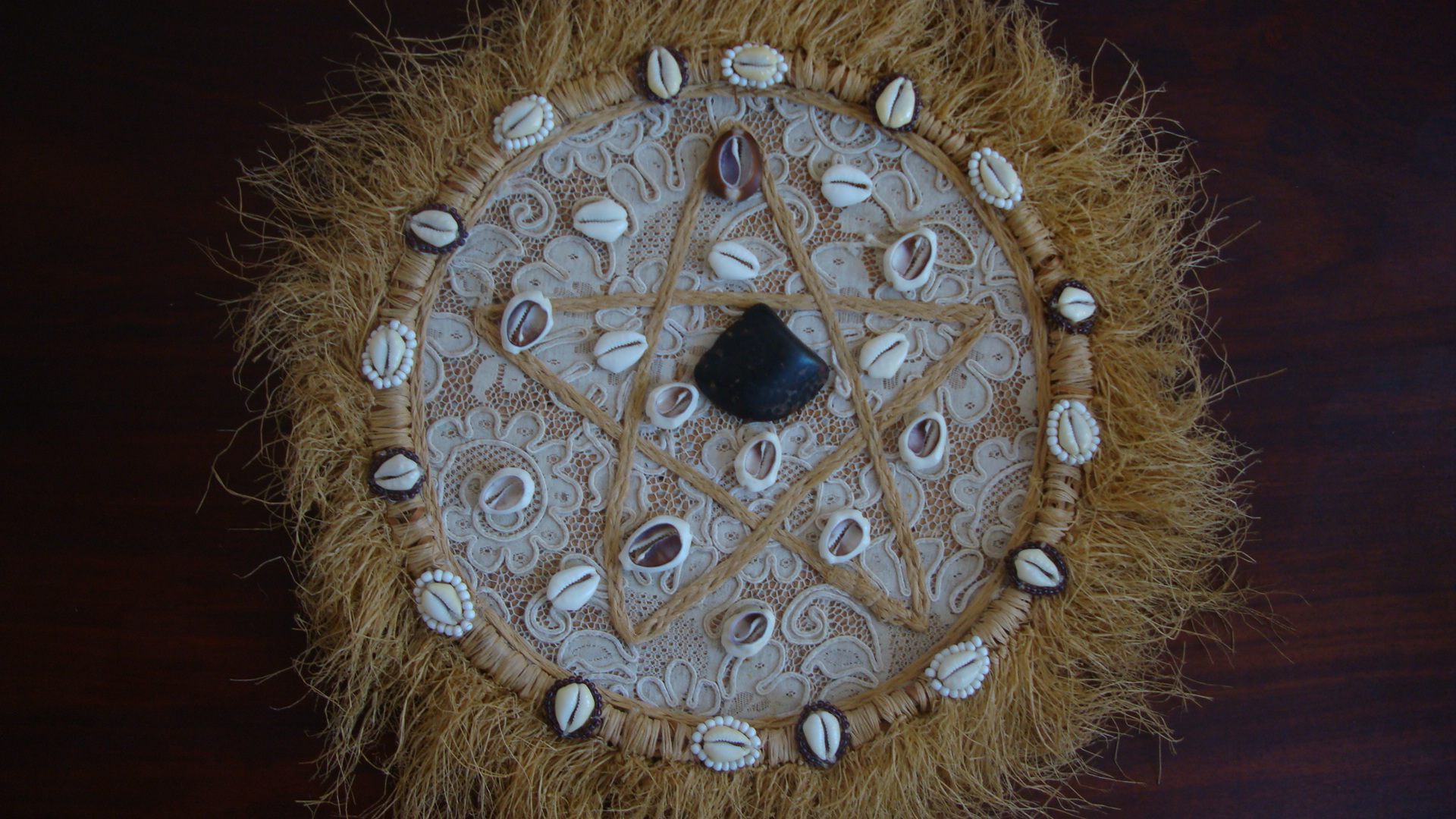
Obará

Obará é um odu do oráculo de ifá, representado no merindilogum com seis conchas abertas pela natureza e dez fechadas. Nesta caída responde Oxóssi, Airá e Logunedé. Significa que a pessoa é alegre, generosa, farta e tem o caminho de prosperidade, desde que procure sempre buscar a positividade deste odu. Liderança e espiritualidade fazem parte da sua vida.

## Interpretação do Olhador
As pessoas que estão sob essa influência, quase sempre são vítimas de calúnia, problemas com justiça, rompimento amorosos, perda de emprego ou de qualquer outra oportunidade boa, isto é, se ele se apresentar 3 vezes consecutivas, através de ebó, poderá a qualquer momento receber auxílio inesperado, portanto deverá pegar as oportunidades por melhor que se apresentem. 
As pessoas regidas por esse odu, possuem grandes ideias e passam boa parte de sua vida tentando realizá-las e dificilmente encontram meios de como começar, algumas vezes, ou na maioria fracassam por não pedirem ajuda, porém todo o sofrimento não é duradouro, e as pessoas acabam vencendo pela força de vontade, devido a possuírem espírito de luta e não se entregarem facilmente. São batalhadoras e possuem o privilégio de muita proteção espiritual e também dos outros odus, que se dobram a obará. Se, numa situação difícil, procurarem o auxílio de um amigo, serão prontamente atendidos. 
Se cair 3 vezes seguidas, é sinal de perdas totais. 
Se 3 ou 4 vezes, também passa a suspeitar de ligação com abicu porém essa situação não quer dizer que o consulente seja abicu, mas que tenha contato: (pai, mãe, filho, esposa, marido, irmão etc.) 